# Maiac
Maiac (moldavskou cyrilicí Маяк, rusky Маяк Majak, ukrajinsky Маяк Majak) je sídlo městského typu na východě Moldavska, součást Grigoriopolského rajonu mezinárodně neuznané Podněsterské moldavské republiky. Dle moldavských zákonů, které ale nejsou v Podněstří akceptovány, se jedná o město. Žije zde 1 200 obyvatel. V letech 1968 až 1975 zde byl postaven jeden z nejvýkonnějších krátko- a středovlnných vysílačů v Evropě, který sloužil pro zahraniční vysílání Sovětského rozhlasu. Po rozpadu SSSR potenciál vysílače využívá Podněsterský rozhlas pro šíření názorů a stanovisek vlády neuznaného Podněstří do zahraničí.